# Bernhard Germeshausen
Bernhard Germeshausen (Heilbad Heiligenstadt, 21 agosto 1951 – 15 aprile 2022) è stato un bobbista tedesco.

## Biografia
Ai XII Giochi olimpici invernali(edizione disputatasi nel 1976 a Innsbruck, Austria) vinse la medaglia d'oro nel Bob a quattro con i connazionali Jochen Babock, Meinhard Nehmer e Bernhard Lehmann, partecipando per la nazionale tedesca (Germania Est), superando quella svizzera e l'altra tedesca.
Il tempo totalizzato fu di 3:40,43 con un distacco minimo rispetto alle altre classificate 3:40,89 e 3:41,37 i loro tempi. Insieme a Meinhard Nehmer vinse anche l'oro nel bob a due con il tempo di 3:44,42.
Ai XIII Giochi olimpici invernali vinse un altro oro nel bob a quattro con Bogdan Musiol, Meinhard Nehmer e Hans Jürgen Gerhardt con un tempo di 3:59,92 e un argento nel bob a due con Hans-Jürgen Gerhardt con un tempo di 4:10.93
Inoltre ai campionati mondiali vinse alcune medaglie:
- nel 1977, oro nel bob a quattro con Meinhard Nehmer, Hans-Jürgen Gerhardt e Raimund Bethge.[5]
- nel 1978, bronzo nel bob a quattro con Meinhard Nehmer, Hans-Jürgen Gerhardt, Raimund Bethge
- nel 1979, argento nel bob a quattro con Detlef Richter, Meinhard Nehmer e Hans-Jürgen Gerhardt.
- nel 1981, oro nel bob a due con Hans-Jürgen Gerhardt,[6]  e oro nel bob a quattro con Hans-Jürgen Gerhardt, Henry Gerlach e Michael Trübner.